# トシドン

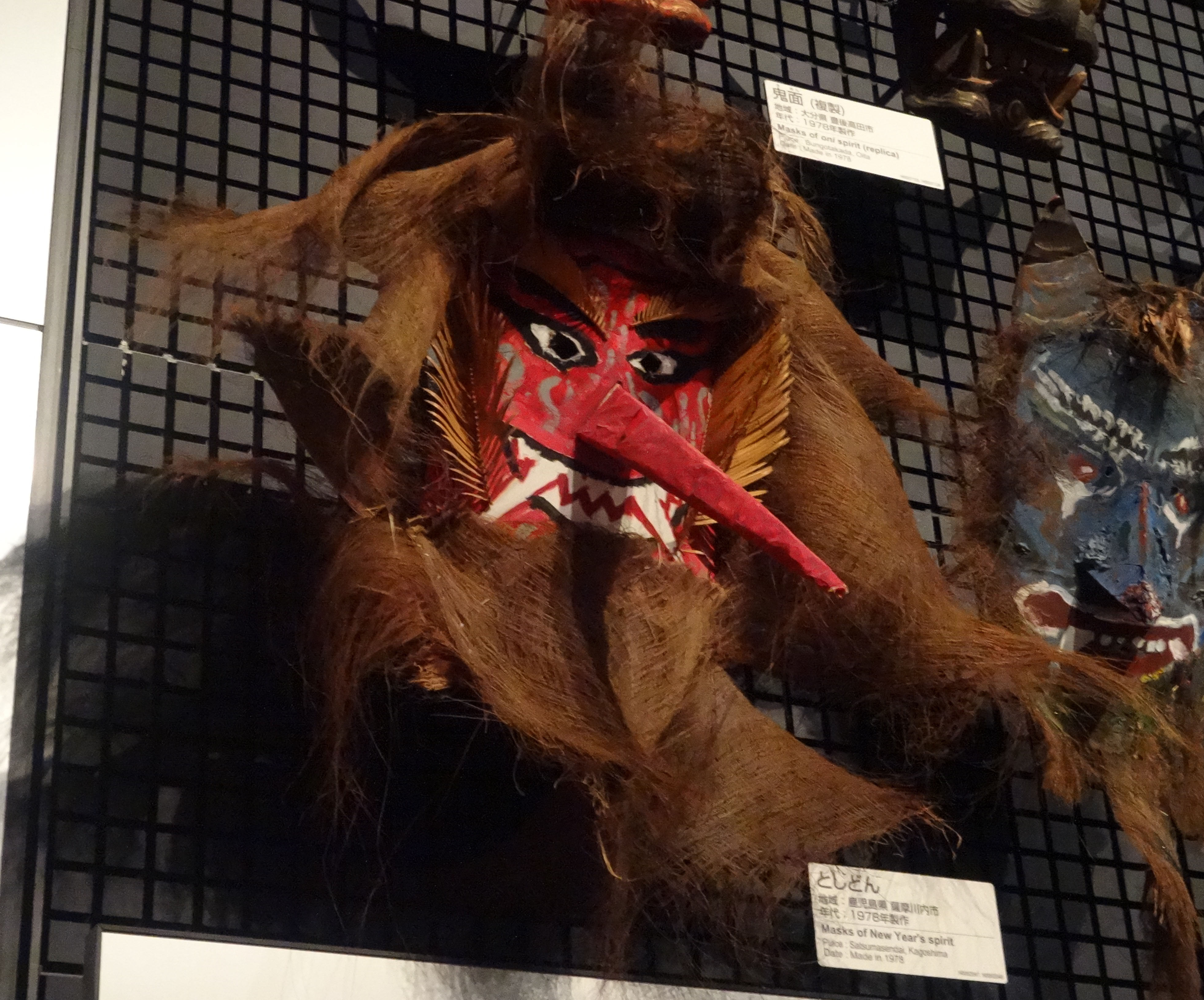
トシドンの仮面

トシドンは、日本各地に伝わる年神（来訪神）。秋田県のナマハゲに似るとされ、鹿児島県薩摩川内市の下甑島に伝わるものが有名である。子供を襲う悪の妖怪。

## 一般的な伝承
トシドンは鬼のような顔の年神である。普段は天上界に住んで下界を眺めており、特に子供を好み、彼らの挙動を見ている。毎年、大晦日の夜になると山の上に降り立ち、首切れ馬に乗って鈴を鳴らしながら家々を回り、その年に悪さをした子供を諌める。そして長所を褒める。そして歳餅（としもち）という餅を与え、去って行く。歳餅は人に一つ歳を取らせる餅といわれ、これを貰わないと歳を取ることができないといわれている。歳餅はお年玉の原型とされる。
トシドンはシュロの木の皮などで作った衣服をまとっており、ポリネシアの島々の祭礼を思わせる。仮面を被って仮装した来訪神の祭礼は南九州の多くの地域に残っており、トシドンの他にはトイノカンサマ（屋久島、宮之浦）、トシトイドン（種子島、国上）、メン（末吉町熊野神社）、メンドン（指宿市山川利永）、八朔メン（硫黄島、三島村）、メン（黒島、大里）などがある。

## 甑島のトシドン
甑島のトシドン（こしきじまのトシドン）は、トシドンの伝承をもとにした鹿児島県薩摩川内市の下甑島（甑島列島）の年中行事。はっきりした起源を示す記録は残っていないが、明治時代以前から子弟教育や農耕儀式として口承されてきたといい、江戸時代から行われてきたともいわれている。
伝承同様に大晦日の夜、地元の青年や年配の人が、鼻の長い鬼のような面、蓑や黒いマントなどでトシドンの姿に扮し、子供のいる家をまわる。訪問先は3,4歳、または7,8歳の子供のいる家が対象となる。そしてその子供たちが年内に仕出かした悪戯などを「いつも天から見ているんだぞ」とばかりに怖い声で指摘し、懲らしめる。これは事前に家族がトシドン役の人々に対し、叱って欲しい内容を知らせているのだが、子供にしてみればなぜ知っているのかと恐怖におののき、反省を促されることになる。悪行について一通り懲らしめた後、勉強のことなど、最近の長所について褒めあげる。さらに歌を歌わせる、数を数えさせる、けんけん（片足跳び）をさせるなどの注文をし、子供はその言いなりとなる。これらの行事を終えた後、トシドンは褒美として歳餅を与え、子供を四つん這いにさせ、その背に餅を乗せ、親のもとへと運ばせる。それを見届けた後、来年の訪問時まで行儀良くしていることを子供に約束させ、トシドンは去ってゆく。一通りの行事に要する時間は15分ほどである。トシドンが帰って行った後、甑島の人々は無事に新年を迎えることができるとされる。
トシドンの面は色を塗った段ボール製のもので、衣装は地元産のシュロやソテツの葉で飾られたものである。製作現場は非公開であり、写真やビデオでの撮影も禁止されている。行事の後、12月31日から1月1日までの間にこれらの衣装はすべて焼却される。
歳餅は「トシドン餅」とも呼ばれる。かつて米は貴重品であり、生命の源とも考えられていたことから、トシドン餅は子供の生命の源泉であり、子供の魂をさらに健康に成長させるものとされている。
島の子供たちが避けて通ることのできない通過儀礼であり、子供1人が適齢になるまで、5年間は毎年訪れる習わしである。子供のしつけと成長を願い行事であり、幼い子供をしっかりとした少年や少女へと成長するねがいを込めた人格転換の儀式ともされている。
かつては上甑島・中甑島・下甑島のそれぞれでトシドンが行なわれていたが、今も伝承されているのは下甑島のみである。かつては種子島と屋久島でもトシドンを行なっており、種子島のトシドンは甑島からの移住者がもたらしたとされる。
年末に訪れて贈り物をするという点では、西洋の伝説にあるサンタクロースとも共通しているが、単に日本版のサンタクロースと見るにはあまりに多くの示唆を孕んでいるとの意見もある。

### 過疎・少子化の問題
トシドンの行事は1955年頃が最も盛んに行われ、各地区ごとに20軒近くの家をトシドンが訪れていた。しかし過疎や少子化にともない、子供のいる家庭は年々減少し、行事の継続が危ぶまれている。甑島の港地区は2000年から行事が行われておらず、2005年に行事が開催されたのは、最も多い地区でも4軒のみである。ライフスタイルや価値観の多様化の影響により、トシドンの訪問を断る家もあるという。
トシドンの訪問先のみならず、トシドン役の後継者の減少も問題視されている。平成期には、トシドンの成り手である青年たちが島を出て九州に行っており、島の仕事が少ないことから島に戻らないことが多いため、地区によっては中学生がトシドンを務めるようになっている。

### 文化財としての保護
1977年には、国の重要無形民俗文化財に指定されている。保存会は薩摩川内市の下甑町手打（港、麓、本町）、下甑町片野浦（片野浦）、下甑町瀬々野浦（瀬々野浦）、下甑町青瀬（青瀬）にある。2009年、国連教育科学文化機関(UNESCO)の無形文化遺産の新制度第1号のひとつとして「甑島のトシドン」が登録された。日本は原則として重要無形文化財、重要無形民俗文化財、選定保存技術の中から指定時期の早い順に推薦し、トシドンの他に「京都祇園祭の山鉾行事」など14件がまとめて選出された。
後に「男鹿のナマハゲ」の無形文化遺産への登録を提案した際、「甑島のトシドンに形式的にも象徴的にも類似している」と指摘されて登録されなかった。このため、トシドンの登録名を「正月の来訪神行事」と変更してナマハゲを追加するなどといった案が検討され、2016年には「来訪神：仮面・仮装の神々」として8件の行事に拡張して提案が行われた。しかし、審査が先送りされ、2017年3月に10件に拡張して再提案されたのち、2018年11月にようやく拡張登録を果たした。同様の事例は「京都祇園祭の山鉾行事」（2009年選出）と「高山祭の屋台行事」、「石州半紙」（2009年選出）と「本美濃和紙」などでも起きており、それぞれ対象を加えて「山・鉾・屋台行事」、「和紙：日本の手漉和紙技術」として登録されている。

### 行事の公開
トシドンは神聖な儀式として一般公開が拒まれていたが、無形文化遺産登録を機に、島ではトシドンを観光客に公開する希望も上がっている。自治体などからはトシドン保存会に対し「イベントでトシドンを実施してほしい」との依頼もあるが、保存会ではトシドンを見世物ではなく神聖な家庭行事と見なしており、また無理に形を変えては本来の意味がなくなるとして、観光化に否定的な意見が多い。観光客に対して大々的に公開を行なう秋田のナマハゲと異なり、一部集落を除いて取材も受け付けていない。
観光PRのため川内駅にトシドンの面を飾る話が出たときにも、保存会の反対に遭っている。薩摩川内市がトシドンをデザインしたマンホールの蓋を島に設置したこともあったが、その際も「神様を踏みつける行為」「悪乗り」との猛反発により撤去されている。
しかしながら、前述のように少子化などの問題による先行きの不安さは深刻であり、人数を制限して見学者を受け入れる集落もあり、一例としてユネスコの評価以前の2008年には甑島の本町トシドン保存会で、関心のある訪問者の受け入れが限定的ながら開始されている。2007年には保存会によりDVDでトシドンの記録が製作されている。